# Коновалов, Николай Александрович
Николай Александрович Коновалов (род. 14 мая 1971 года, Москва, РСФСР, СССР) — российский нейрохирург, специалист в области спинальной нейрохирургии, член-корреспондент РАН (2016).
Сын советского и российского врача-нейрохирурга, академика АМН СССР, РАН А. Н. Коновалова (род. 1933).

## Биография
Родился 14 мая 1971 года в Москве.
В 1994 году — окончил ММА им. И. М. Сеченова.
После окончания вуза начал работать ординатором в НИИ нейрохирургии имени академика Н. Н. Бурденко.
Проходил повышение квалификации и стажировку в США, четырёхгодичные курсы Европейской Ассоциации Нейрохирургов, курсы Всемирной Ассоциации Нейрохирургов.
В 1999 году — защитил кандидатскую диссертацию, тема: «Прогнозирование микрохирургического лечения грыж дисков на пояснично-крестцовом уровне».
В 2011 году — защитил докторскую диссертацию, тема: «Новые технологии и алгоритмы диагностики и хирургического лечения дегенеративных заболеваний поясничного отдела позвоночника».
С 2014 года — заведующий спинальным отделением НМИЦ нейрохирургии имени академика Н. Н. Бурденко.
В 2016 году — избран членом-корреспондентом РАН.
Профессор Российской медицинской академии последипломного образования
Женат. Воспитывает трех детей.

## Научная деятельность
Специалист в области спинальной нейрохирургии.
Под его руководством были разработаны направления малоинвазивных вмешательств с применением эндоскопических техник, интраоперационной томографии, роботизированной навигации в ходе сложнейших нейрохирургических операций.
Автор более двух сотен научных работ, 5 монографий, а также 9 глав в книгах по нейрохирургии.

## Награды
- Премия «Призвание», номинация «Специальная премия Первого канала», за 2012 год
- Орден Пирогова (5 февраля 2024 года) — за большой вклад в развитие отечественной науки, многолетнюю плодотворную деятельность и в связи с 300-летием со дня основания Российской академии наук[2]